# Хемијско-технолошка школа Лесковац
Хемијско-технолошка школа „Божидар Ђорђевић Кукар“ је основана 16. априла 1962. године одлуком Радничког савета фабрике фармацеутских производа „Здравље“ у Лесковцу, као школа која је првенствено школовала и образовала кадар за потребе „Здравља“, а на иницијативу оснивача те фабрике, магистра фармације Божидара Ђорђевића Кукара који је био и њен први директор.
Школске 1964/1965. године преузела је Републичка заједница образовања. а затим СИЗ усмереног образовања и васпитања Јужноморавског региона. Од 1990. године је у надлежности Општинског фонда средњег образовања, а од 1992. у државној својини Републике Србије при подручној јединици Министарства просвете за Јабланички округ.
Нова школска зграда отворена је 11. октобра 1995. године. До тада је школа носила име Хемијско-технолошка школа „Здравље“, да би јој од тада остало само стручно одређење Хемијско-технолошка школа, а на иницијативу свршених ученика 1999. године додато јој је име њеног оснивача.
За успешност у раду добила је Октобарску награду града Лесковца 1996. године.
Од 2002. године у школи функционише Ученички парламент и поводом Дана школе се издаје часопис Спектар.
У школи се стиче средње образовање за рад и за даље школовање за подручје рада хемија, неметали и графичарство, у трогодишњем и четворогодишњем трајању и за подручје рада личне услуге у трогодишњем трајању и специјалистичко образовање у петом степену.

## Образовни профили у четворогодишњем трајању
- техничар за заштиту животне средине
- техничар за хемијску и фармацеутску технологију
- хемијски лаборант

## Образовни профили у трогодишњем трајању
- израђивач хемијских производа
- фризер[5]

## Специјализација за пети степен
- креатор женских фризура
- креатор мушких фризура[6]